# خاكي بيغ (مقاطعة ديواندرة)
خاكي بيغ (بالفارسية: خاکی بیگ) هي قرية تقع في قسم اوباتو (مقاطعة ديواندرة) في إيران. يقدر عدد سكانها بـ 355 نسمة بحسب إحصاء 2016.